# 손지창 2집
《손지창 2집》은 2집 정규 앨범이자, 동명의 록과 타이틀 곡으로 앨범에 수록되어 있다. 1993년 9월에 발매했다.

## 수록곡
1. 시련'' (Tittle) - 3:47 (서영진, 손지창 작사·작곡)
2. 친구 (I'li Be With You Forever) - 4:44 (박준배 작사 / 서영진 작곡)
3. 잃어버린 계절 - 5:09 (손지창 작사 / 오석준 작곡)
4. 사랑하는 그대에게 - 4:33 (손지창 작사 / 오석준 작곡)
5. 언제까지나 너를 - 4:46 (손지창 작사 / 유정연 작곡)
6. 내 맘속에 숨겨둔 얘기 - 손지창 작사 / 김형석 작곡)
7. 어제속의 노을 - 3:59 (손지창 작사 / 남궁연 작곡)
8. 자화상 (스물 네살의 일기) - 4:34 (손지창 작사 / 김형석 작곡)

## 크레딧
- 프로듀서 : 서영진